# Enmienda sobre Títulos de Nobleza
La Enmienda sobre Títulos de Nobleza (Titles of Nobility Amendment) es una enmienda propuesta y aún pendiente a la Constitución de los Estados Unidos . Fue aprobada por el 11.° Congreso el 1 de mayo de 1810 presentada a las legislaturas estatales para su ratificación.  La enmienda quitaría la ciudadanía estadounidense a cualquier ciudadano que aceptara un título nobiliario de un "emperador, rey, príncipe o potencia extranjera". En dos ocasiones entre 1812 y 1816, estuvo a sólo dos estados ratificantes del número necesario para formar parte de la Constitución. El Congreso no fijó un límite de tiempo para su ratificación, por lo que la enmienda aún está pendiente ante los estados.

## Texto de la Enmienda
If any citizen of the United States shall accept, claim, receive or retain, any title of nobility or honour, or shall, without the consent of Congress, accept and retain any present, pension, office or emolument of any kind whatever, from any emperor, king, prince or foreign power, such person shall cease to be a citizen of the United States, and shall be incapable of holding any office of trust or profit under them, or either of them.
Si cualquier ciudadano de los Estados Unidos aceptace, reclamase, recibiese o retuviese cualquier título de nobleza u honor, o, sin el consentimiento del Congreso, aceptase y retuviese cualquier regalo, pensión, cargo o emolumento de cualquier tipo, de cualquier emperador, rey, príncipe o potencia extranjera, dicha persona dejaría de ser ciudadano de los Estados Unidos y sería incapaz de ocupar cualquier cargo de confianza o de lucro bajo ellos, o cualquiera de ellos.

## Antecedentes
La enmienda ampliaría dos secciones del Artículo I de la Constitución de los Estados Unidos: la Sección 9, Cláusula 8, que prohíbe al gobierno federal emitir títulos de nobleza u honor; y la Sección 10, Cláusula 1, que prohíbe a los estados emitirlos.
Existen diversas teorías de por qué el Congreso propuso la enmienda. Una de ellas es que fue en respuesta al matrimonio en 1803 del hermano menor del emperador francés Napoleón Bonaparte, Jerónimo, y Betsy Patterson de Baltimore, Maryland, quien dio a luz a un niño para quien quería el reconocimiento aristocrático de Francia.  El niño, llamado Jérôme Napoléon Bonaparte, no nació en Estados Unidos, sino en el Reino Unido el 7 de julio de 1805; sin embargo, habría obtenido la ciudadanía estadounidense a través de su madre. Otra teoría es que su madre en realidad deseaba un título de nobleza para ella misma y, de hecho, se la conoce como la "Duquesa de Baltimore" en muchos textos escritos sobre la enmienda (que no debe confundirse con Barón Baltimore, un título británico-irlandés). Si bien dicho matrimonio había sido anulado en 1805 (mucho antes de la propuesta de enmienda del 11.° Congreso), existe registro del representante Nathaniel Macon de Carolina del Norte diciendo, al votar sobre la enmienda, que "consideraba que la votación sobre esta cuestión decidiría si íbamos a tener o no miembros de la Legión de Honor en este país".  El propósito de esta enmienda era impedir que aquellos que poseían títulos extranjeros, y por lo tanto la lealtad exigida por esos títulos, pudieran postularse para un cargo de gobierno en la recién creada República. Esto se debió al temor de que las potencias extranjeras que otorgaban esos títulos los usaran como mecanismos para pedir favores para aprobar o impedir la aprobación de leyes desfavorables.

Estado de ratificación
Enmienda ratificada
Enmienda rechazada

La Enmienda sobre Títulos de Nobleza fue introducida en el Senado por el senador Demócrata–Republicano por el estado de Maryland  Philip Reed,  fue aprobada el 27 de abril de 1810 con una votación de 19 a 5  y enviada a la Cámara de Representantes para su consideración. Fue aprobado por esta última el 1 de mayo de 1810, por 87 votos positivos contra 3 negativos.  Habiendo sido aprobada por el Congreso, la enmienda propuesta fue enviada a las legislaturas estatales para su ratificación y fue ratificada por los siguientes estados: 
1. Maryland - 25 de diciembre de 1810
2. Kentucky - 31 de enero de 1811
3. Ohio - 31 de enero de 1811
4. Delaware - 2 de febrero de 1811
5. Pensilvania - 6 de febrero de 1811
6. Nueva Jersey - 13 de febrero de 1811
7. Vermont - 24 de octubre de 1811
8. Tennessee - 21 de noviembre de 1811
9. Carolina del Norte - 23 de diciembre de 1811
10. Georgia - 31 de diciembre de 1811
11. Massachusetts - 27 de febrero de 1812
12. Nuevo Hampshire - 9 de diciembre de 1812

La enmienda fue rechazada por Virginia el 14 de febrero de 1811,  por Nueva York el 12 de marzo de 1812, por Connecticut el 13 de mayo de 1813 y por Rhode Island (15 de septiembre de 1814). Ninguna otra legislatura estatal ha completado la acción de ratificación al respecto.
En ese entonces se requería la ratificación de 13 estados para que una enmienda pasara a formar parte de la Constitución; 11 lo habían hecho a principios de 1812.
El 27 de febrero de 1818, el presidente James Monroe comunicó al Congreso el resultado. Tanto él como el Congreso se mostraron satisfechos de que no se había alcanzado el número requerido de ratificaciones. Una ley aprobada el 20 de abril de 1818 puso la responsabilidad oficial de supervisar el proceso de enmienda en manos del Secretario de Estado, donde permaneció hasta 1950.